# シルクウッド
『シルクウッド』（原題: Silkwood）は、1983年製作のアメリカ合衆国の映画。核燃料工場労働組合の活動家、カレン・シルクウッドの半生が描かれている。ノーラ・エフロンとアリス・アーレンのオリジナル脚本である。

## キャスト
| 役名                   | 俳優                       | 日本語吹替 | 日本語吹替   |
| 役名                   | 俳優                       | NHK総合版  | 読売テレビ版 |
| ---------------------- | -------------------------- | ---------- | ------------ |
| カレン・シルクウッド   | メリル・ストリープ         | 戸田恵子   | 池田昌子     |
| ドルー・スティーブンズ | カート・ラッセル           | 高岡健二   | 野島昭生     |
| ドリー・ペリカー       | シェール                   | 古坂るみ子 |              |
| ウィンストン           | クレイグ・T・ネルソン      |            |              |
| モーガン               | フレッド・ウォード         |            |              |
| ポール                 | ロン・シルヴァー           |            |              |
| アンジェラ             | ダイアナ・スカーウィッド   |            |              |
| クィンシー             | ヘンダーソン・フォーサイス | 川久保潔   |              |
| メイス                 | ブルース・マッギル         |            |              |
| ウェズリー             | デヴィッド・ストラザーン   |            |              |
| ウォルト               | M・エメット・ウォルシュ    |            |              |

- NHK総合版 - 初放送1994年2月19日
- 読売テレビ版 - 初放送1986年8月7日 『CINEMAだいすき!』ノーカット放送

## 受賞とノミネート
| 賞                   | 部門                    | 候補者                             | 結果       |
| -------------------- | ----------------------- | ---------------------------------- | ---------- |
| アカデミー賞         | 監督賞                  | マイク・ニコルズ                   | ノミネート |
| アカデミー賞         | 主演女優賞              | メリル・ストリープ                 | ノミネート |
| アカデミー賞         | 助演女優賞              | シェール                           | ノミネート |
| アカデミー賞         | 脚本賞                  | ノーラ・エフロン、アリス・アーレン | ノミネート |
| アカデミー賞         | 編集賞                  | サム・オスティーン                 | ノミネート |
| ゴールデングローブ賞 | 主演女優賞 (ドラマ部門) | メリル・ストリープ                 | ノミネート |
| ゴールデングローブ賞 | 監督賞                  | マイク・ニコルズ                   | ノミネート |
| ゴールデングローブ賞 | 作品賞 (ドラマ部門)     | --                                 | ノミネート |
| ゴールデングローブ賞 | 助演男優賞              | カート・ラッセル                   | ノミネート |
| ゴールデングローブ賞 | 助演女優賞              | シェール                           | 受賞       |
| 英国アカデミー賞     | 主演女優賞              | メリル・ストリープ                 | ノミネート |
| 英国アカデミー賞     | 助演女優賞              | シェール                           | ノミネート |